# Zdanie deontyczne
Zdanie deontyczne – zdanie, które stwierdza, że danego rodzaju zachowanie jest nakazane, zakazane lub obojętne ze względu na fakt obowiązywania określonej normy postępowania lub określonego systemu takich norm (np. systemu prawnego).
Przykład zdania deontycznego:
Ze względu na art. 6 ust. 1 ustawy Prawo o stowarzyszeniach tworzenie stowarzyszeń przyjmujących zasadę bezwzględnego posłuszeństwa ich członków wobec władz organizacji jest zakazane.
 Zapoznaj się z zastrzeżeniami dotyczącymi pojęć prawnych w Wikipedii.